# .ua
.ua è il dominio di primo livello nazionale assegnato all'Ucraina.
Nel 2013 l'ICANN ha approvato il dominio internazionalizzato .укр (xn--j1amh).

## Domini di secondo livello
Sono disponibili i seguenti domini di secondo livello:
- .com.ua
- .in.ua
- .org.ua
- .net.ua
- .edu.ua
- .gov.ua
- .mil.ua
- .dod.ua

A questi si aggiungono dei domini geografici (alcuni di due lettere) e domini riservati per motivi tecnici come admin.ua o dnssec.ua.